# University of Hull
University of Hull – brytyjska uczelnia publiczna z siedzibą w Kingston upon Hull. Została założona w 1927 r. jako University College Hull; od 1954 r. ma status uniwersytetu.